# Guifões
Guifões é uma vila portuguesa que foi sede da extinta Freguesia de Guifões do Município de Matosinhos, freguesia que tinha 3,53 km² de área e 9 495 habitantes (2011), tendo, assim, uma densidade populacional de 2 689,8 hab/km².
A povoação de Guifões foi elevada à categoria de vila em 12 de Junho de 2009.
A Freguesia de Guifões foi extinta (agregada) em 2013, no âmbito de uma reforma administrativa nacional, para, em conjunto com Custoias e Leça do Balio, formar uma nova freguesia denominada União das freguesias de Custóias, Leça do Balio e Guifões.

## Património
- Ponte de Guifões

A Ponte de Guifões, de origem romana, seria totalmente reconstruída e melhorada durante a Idade Média. Esta ponte possuía um tabuleiro de perfil horizontal de cerca de vinte metros de comprimento e reforçado através de guardas com aberturas semicirculares, a ponte apresentava na sua origem três arcos ogivais de dimensões variadas e respectivos talhamares.
Classificada como Imóvel de Interesse Público, foi destruída na sequência de um forte temporal que assolou toda a região em 1979. Da estrutura primitiva, chegaram até nós somente os arranques do arco da margem esquerda e parte do da margem direita.
- O Castro do Monte Castelo de Guifões.

## População
| População da freguesia de Guifões | População da freguesia de Guifões | População da freguesia de Guifões | População da freguesia de Guifões | População da freguesia de Guifões | População da freguesia de Guifões | População da freguesia de Guifões | População da freguesia de Guifões | População da freguesia de Guifões | População da freguesia de Guifões | População da freguesia de Guifões | População da freguesia de Guifões | População da freguesia de Guifões | População da freguesia de Guifões | População da freguesia de Guifões |
| --------------------------------- | --------------------------------- | --------------------------------- | --------------------------------- | --------------------------------- | --------------------------------- | --------------------------------- | --------------------------------- | --------------------------------- | --------------------------------- | --------------------------------- | --------------------------------- | --------------------------------- | --------------------------------- | --------------------------------- |
| 1864                              | 1878                              | 1890                              | 1900                              | 1911                              | 1920                              | 1930                              | 1940                              | 1950                              | 1960                              | 1970                              | 1981                              | 1991                              | 2001                              | 2011                              |
| 524                               | 623                               | 699                               | 807                               | 969                               | 1 144                             | 1 632                             | 2 137                             | 2 491                             | 3 373                             | 6 450                             | 8 407                             | 10 925                            | 9 686                             | 9 495                             |

| Distribuição da População por Grupos Etários | Distribuição da População por Grupos Etários | Distribuição da População por Grupos Etários | Distribuição da População por Grupos Etários | Distribuição da População por Grupos Etários | Distribuição da População por Grupos Etários | Distribuição da População por Grupos Etários | Distribuição da População por Grupos Etários | Distribuição da População por Grupos Etários | Distribuição da População por Grupos Etários |
| -------------------------------------------- | -------------------------------------------- | -------------------------------------------- | -------------------------------------------- | -------------------------------------------- | -------------------------------------------- | -------------------------------------------- | -------------------------------------------- | -------------------------------------------- | -------------------------------------------- |
| Ano                                          | 0-14 Anos                                    | 15-24 Anos                                   | 25-64 Anos                                   | > 65 Anos                                    |                                              | 0-14 Anos                                    | 15-24 Anos                                   | 25-64 Anos                                   | > 65 Anos                                    |
| 2001                                         | 1 575                                        | 1 472                                        | 5 520                                        | 1 119                                        |                                              | 16,3%                                        | 15,2%                                        | 57,0%                                        | 11,6%                                        |
| 2011                                         | 1 246                                        | 1 083                                        | 5 472                                        | 1 694                                        |                                              | 13,1%                                        | 11,4%                                        | 57,6%                                        | 17,8%                                        |